# 2012 en Océanie
Chronologie de l’Océanie
- 2008
- 2009
- 2010
- 2011
- 2012
- 2013
- 2014
- 2015
- 2016

Cet article concerne les événements thématiques qui se sont produits durant l'année 2012 en Océanie.

## Politique

### Élections

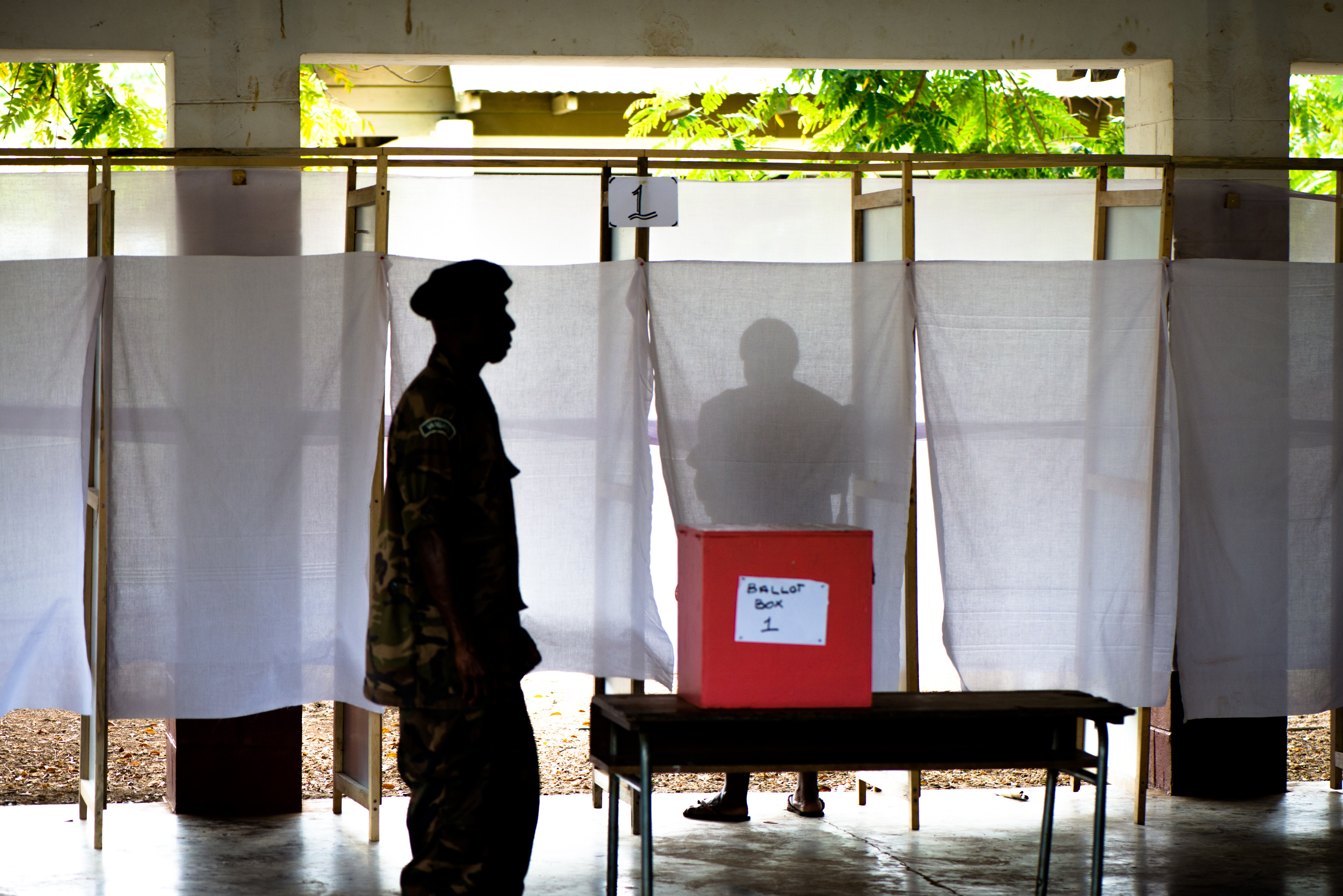
Élections législatives d'octobre 2012 au Vanuatu

- 3 janvier : élection présidentielle (indirecte) aux îles Marshall. Les membres du Nitijela (Parlement), prenant leurs fonctions après leur élection en novembre, élisent Christopher Loeak à la présidence de la république. Il devance Jurelang Zedkaia, Président sortant et seul autre candidat. Loeak entre fonctions le 10 janvier[1],[2],[3].
- 13 janvier : élection présidentielle aux Kiribati. Anote Tong est réélu pour un troisième et dernier mandat, avec 42,18 % des suffrages[4],[5].
- 25 mars : élections territoriales à Wallis et Futuna[6]
- 23 juin : élections législatives en Papouasie-Nouvelle-Guinée. (Les élections, en un seul tour, se déroulent sur deux semaines à partir du 23 juin.) Peter O'Neill est confirmé au poste de premier ministre[7].
- 30 octobre : élections législatives au Vanuatu. Sato Kilman est confirmé au poste de premier ministre[8].
- 6 novembre : élection présidentielle aux Palaos[9]. Le sortant, le Président sans étiquette Johnson Toribiong, est battu par son adversaire sans étiquette Tommy Remengesau[10]. Il prêtera serment pour prendre ses fonctions le 17 janvier 2013[11].
- 6 et 20 novembre : élection du gouverneur des Samoa américaines[12]. Lolo Moliga (sans étiquette) bat le candidat démocrate Faoa Sunia au second tour[13].

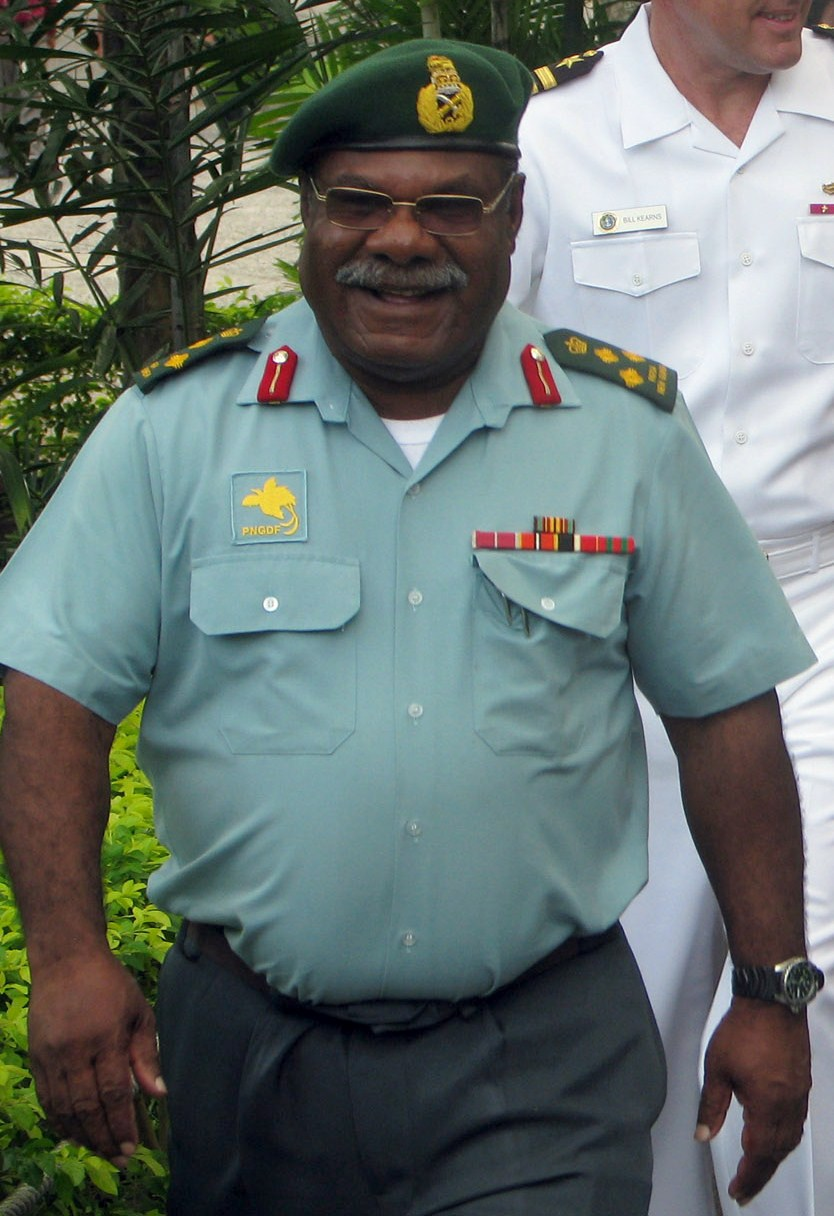
Le général de brigade Francis Agwi, chef des forces armées de Papouasie-Nouvelle-Guinée, brièvement pris en otage le 26 janvier

### Événements
- Alors que l'année débute, la crise constitutionnelle papou-néo-guinéenne de décembre 2011 n'est pas entièrement résolue. Bien que le premier ministre Peter O'Neill exerce de facto les fonctions de chef du gouvernement, avec l'appui d'une majorité parlementaire ainsi que des hauts fonctionnaires, des forces armées et des forces de police[14], il n'est pas reconnu par la Cour suprême, et Sir Michael Somare affirme être le premier ministre légitime[15].

#### Premier trimestre
- 26 janvier : le colonel Yaura Sasa (retraité) mène une action qualifiée de « mutinerie » en Papouasie-Nouvelle-Guinée, dans le cadre du conflit politique et constitutionnel entre Michael Somare et Peter O'Neill. À la tête d'une vingtaine de soldats, il s'introduit dans un camp militaire, dont il prend le contrôle sans qu'un coup de feu ne soit tiré, et place le général de brigade Francis Agwi, chef des armées, en détention dans son logement. Sasa affirme avoir été nommé à la tête des armées par Michael Somare, qu'il reconnaît comme premier ministre légitime ; au nom du « respect de la Constitution et des tribunaux », il somme « le chef de l'État » de nommer Somare à la tête du gouvernement, faute de quoi il entreprendra « les actions qui seraient nécessaires ». Quelques heures plus tard, le premier ministre Peter O'Neill annonce que la mutinerie est terminée, et qu'Agwi a été libéré[16].
- 9 février : Gordon Darcy Lilo, premier ministre des îles Salomon, limoge son ministre des Affaires étrangères, Peter Shannel Agovaka, pour avoir évoqué publiquement la possibilité que le pays établisse des relations diplomatiques officielles avec la Russie[17].
- 21 février : Kevin Rudd, ministre des Affaires étrangères de l'Australie, démissionne du gouvernement. Il estime ne plus avoir la confiance du premier ministre Julia Gillard, qui ne l'a pas défendu à la suite des rumeurs selon lesquelles il souhaiterait reprendre la tête du Parti travailliste et du gouvernement. Julia Gillard avait elle-même évincé Kevin Rudd de la tête du parti, et donc du poste de premier ministre, le 24 juin 2010[18]. Le 27 février, Gillard organise un vote des députés travaillistes afin qu'ils lui renouvellent sa confiance. Rudd se porte candidat à la tête du parti, mais Gillard conserve le soutien des députés (71 sur 102)[19]. Bob Carr est alors nommé nouveau ministre des Affaires étrangères[20].
- 21 mars : le Parlement de Papouasie-Nouvelle-Guinée, sous l'impulsion du gouvernement O'Neill, crée une controverse en adoptant une loi (Judicial Conduct Act) lui permettant de suspendre tout juge de ses fonctions, et de le soumettre à l'examen d'un tribunal. La loi est vivement critiquée par le chef de l'opposition officielle, Dame Carol Kidu, et par le journal The National, qui dénoncent un manquement au principe de séparation des pouvoirs, et la subordination des juges aux pouvoirs législatifs et exécutif. Les opposants à cette loi suggèrent qu'elle vise à permettre au gouvernement de démettre le président de la Cour suprême, Sir Salamo Injia, avec lequel il entretient des rapports conflictuels[21],[22],[23]. Une manifestation contre cette loi rassemble des milliers de personnes à Port Moresby, dont de nombreux étudiants de l'Université de Papouasie-Nouvelle-Guinée, et une pétition est déposée au Parlement[24],[25]. Le 4 avril, le Parlement suspend deux juges de la Cour suprême, Sir Salamo Injia et Nicholas Kerriwom, perçus comme des opposants au gouvernement[26].

#### Deuxième trimestre
- avril / mai : incident diplomatique entre l'Australie et le Vanuatu. Fin avril, alors que le Premier ministre vanuatais Sato Kilman transite par l'Australie lors d'un voyage en Israël, Kilman et sa délégation se voient contraints de patienter et de remplir les formulaires d'immigration australiens ; puis le chef de cabinet du premier ministre, Clarence Marae, est arrêté par la police australienne, soupçonné de fraude à l'encontre des autorités australiennes pour des faits antérieurs. Début mai, le gouvernement vanuatais expulse tous les policiers australiens qui se trouvent sur territoire vanuatais pour former leurs collègues de ce pays. Le gouvernement précise que la mesure est une réponse au « manque de respect » envers Kilman à l'aéroport, et non à l'arrestation de Marae[27]. Serge Vohor, chef de l'opposition au Vanuatu, critique cette décision[28].
- 20 mai : un mois avant la tenue d'élections législatives, la Cour suprême de Papouasie-Nouvelle-Guinée ordonne à nouveau que Sir Michael Somare soit restitué au poste de premier ministre, au motif que sa destitution s'était faite de manière non-constitutionnelle[29]. Le vice-premier ministre Belden Namah réagit en faisait arrêter le président de la Cour suprême, Sir Salamo Injia, pour sédition, estimant qu'il était biaisé[30].
- 29 mai : le vice-président du Parlement de Papouasie-Nouvelle-Guinée, Francis Marus, ouvre une session parlementaire en reconnaissant le jugement de la Cour suprême. Somare, et non O'Neill, est le premier ministre, dit-il. Toutefois, ajoute-t-il, Somare ne peut être premier ministre, puisqu'il n'est plus député, ayant été disqualifié de cette fonction pour avoir manqué plusieurs sessions du Parlement. En conséquence, il n'y a pas de premier ministre en Papouasie-Nouvelle-Guinée. « Visiblement surpris », O'Neill, qui n'est pas sur place à ce moment-là, « se précipite » pour rejoindre le Parlement et s'entretenir avec les députés de sa majorité. Il annonce ensuite que le Parlement procèdera à l'élection d'un premier ministre le lendemain[31],[32],[33]. Le Parlement élit O'Neill premier ministre le 30 mai, l'opposition n'assistant pas à la procédure. Il est investi le jour-même[34].

#### Troisième trimestre
- 8 juillet : le président du Parlement des Tonga, Lord Lasike, est reconnu coupable de possession illicite de munitions pour arme à feu ; il est condamné à une amende[35]. En raison de cette condamnation, il est expulsé du Parlement[36].
- 1er août : en remportant une élection partielle, Vika Lusibaea devient seulement la deuxième femme dans l'histoire à être élue députée au Parlement national des îles Salomon[37].
- 3 août : lors de la première session du parlement après les élections législatives, les députés papou-néo-guinéens confirment Peter O'Neill au poste de premier ministre. Dans un retournement de situation, il bénéficie du soutien de son ancien rival Sir Michael Somare. Theodore Zurenuoc est pour sa part élu président du Parlement, remplaçant Jeffrey Nape[7].
- 13 août : sous la pression de l'opposition, et menacé de perdre les élections législatives de 2013, le gouvernement australien réintroduit la très controversée « solution du Pacifique » à l'encontre des demandeurs d'asile arrivés sans visa par bateau[38]. Le 14 septembre, les premiers demandeurs d'asile arrivés par bateau, trente Sri-Lankais, sont transférés dans un camp de rétention à Nauru, et logés provisoirement dans des tentes militaires, l'objectif affiché étant de dissuader la venue de migrants dans des bateaux de fortune[39].
- septembre : le prince William, duc de Cambridge et la duchesse de Cambridge visitent les Salomon et les Tuvalu, deux pays où William est deuxième dans l'ordre de succession pour le trône[40]. Aux Tuvalu, les autorités profitent de cette occasion pour attirer l'attention sur les conséquences du changement climatique, et leur demande d'aide internationale à ce sujet[41].
- 29 septembre : les Fidji sont élus à la présidence du Groupe des 77, organisation de 132 pays en développement au sein de l'ONU. C'est la première fois qu'un pays océanien prend la présidence de ce groupe fondé en 1964. La campagne fidjienne a été menée, avec l'appui d'États d'Asie et du Pacifique, par le ministre des Affaires étrangères Ratu Inoke Kubuabola, et par l'ambassadeur fidjien auprès des Nations unies, Peter Thomson[42].

#### Quatrième trimestre
- 8 octobre : échec de la première motion de censure dans l'histoire du Parlement des Tonga, à la suite de l'instauration d'un régime parlementaire à dominante démocratique en 2010. Le député ʻAkilisi Pohiva ne parvient pas à obtenir une majorité pour le renversement du gouvernement du Premier ministre Lord Tuʻivakano ; l'Assemblée rejette la motion par treize voix contre onze[43].
- 9 octobre : sous pression en raison de commentaires misogynes, le Président de la Chambre des représentants d'Australie, Peter Slipper (sans étiquette) démissionne de cette fonction. L'assemblée élit la travailliste Anna Burke à sa succession, ce qui place le gouvernement de Julia Gillard en minorité avec 70 sièges, contre 72 pour l'opposition[44].
- 17 octobre : pour la première fois de son histoire, la Chambre des Représentants des îles Mariannes du Nord (territoire américain) examine une proposition d’impeachment du Gouverneur Benigno Fitial, confronté à seize chefs d'accusations pour divers crimes et délits, notamment pour corruption[45],[46]. Cette procédure toutefois n'aboutit pas[47].
- 18 octobre : pour la première fois depuis 1986, l'Australie est élue membre du Conseil de sécurité des Nations unies[48].
- novembre : le prince Charles, prince de Galles et la duchesse de Cornouailles visitent la Papouasie-Nouvelle-Guinée, l'Australie et la Nouvelle-Zélande, trois pays où Charles est prince héritier de la Couronne[49].
- 16 novembre : fin des consultations publiques dans la préparation d'une nouvelle constitution visant à faire des îles Salomon une république[50].
- 29 novembre : alors que le camp d'internement australien de demandeurs d'asile, à Nauru, fait controverse, l'un des détenus, en grève de la faim depuis sept semaines, est évacué vers l'Australie. À cette date, au moins dix-huit autres détenus poursuivent une grève de la faim[51].
- 30 novembre : la mission RAMSI (débutée en 2003) touchant à sa fin, les soldats néo-zélandais et tongiens quittent les îles Salomon. Ils confient la relève à des soldats australiens et papou-néo-guinéens, qui devraient quitter le pays à leur tour mi-2013[52].
- 21 décembre : la commission chargée de la rédaction d'une nouvelle Constitution aux Fidji, présidée par le Kényan Yash Ghai (en), remet le fruit se ses travaux au Président de la République, Ratu Epeli Nailatikau. Une assemblée constituante nommée par le gouvernement (issu d'un coup d'État en 2006) doit ensuite finaliser le document[53].

### Gouvernements
- Australie
  - reine : Élisabeth II d'Australie

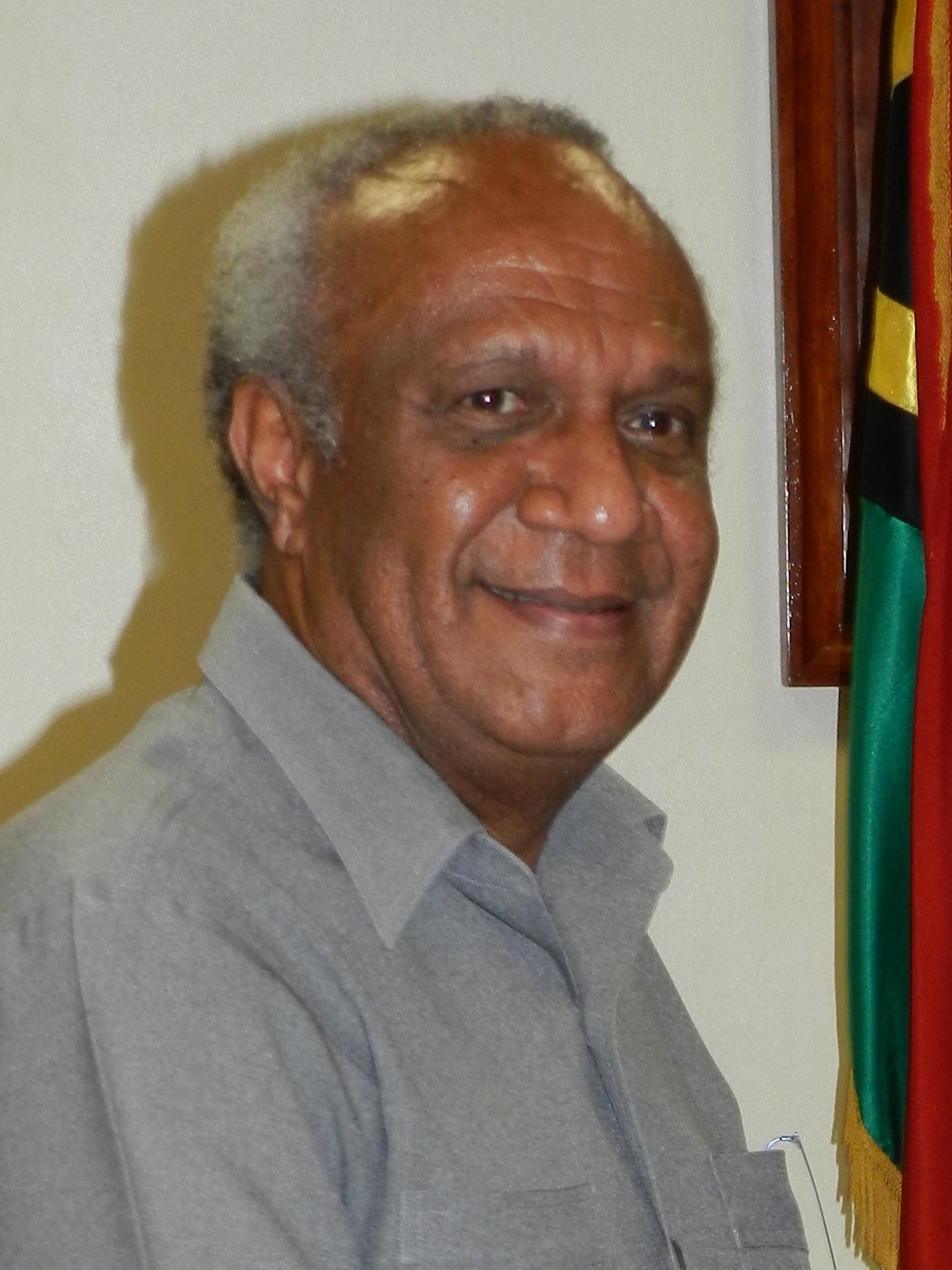
Le premier ministre vanuatais Sato Kilman réélu en novembre.

  - gouverneur-général : Quentin Bryce
  - premier ministre : Julia Gillard
- Îles Cook

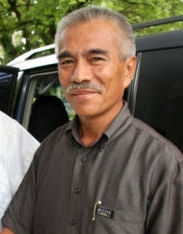
Anote Tong, Président des Kiribati, réélu pour un troisième et dernier mandat en janvier.

  - reine : Élisabeth II de Nouvelle-Zélande
  - représentant de la reine : Frederick Goodwin
  - premier ministre : Henry Puna
- Fidji
  - chef suprême : Élisabeth II (jusqu'au 14 mars, date de l'abrogation du Grand Conseil des Chefs)
  - président : Epeli Nailatikau
  - premier ministre : Frank Bainimarama
- Kiribati
  - président : Anote Tong
- Îles Marshall
  - président : Jurelang Zedkaia (jusqu'au 10 janvier, puis) Christopher Loeak
- États fédérés de Micronésie
  - président : Manny Mori

- Nauru
  - président : Sprent Dabwido
- Niué
  - reine : Élisabeth II de Nouvelle-Zélande
  - premier ministre : Toke Talagi
- Nouvelle-Zélande
  - reine : Élisabeth II de Nouvelle-Zélande
  - gouverneur général : Jerry Mateparae
  - premier ministre : John Key
- Palaos
  - président : Johnson Toribiong
- Papouasie-Nouvelle-Guinée
  - reine : Élisabeth II de Papouasie-Nouvelle-Guinée
  - gouverneur général : Michael Ogio
  - premier ministre : Peter O'Neill (contesté jusqu'au 28 juillet) (jusqu'au 29 mai, puis annulation de son élection et vacance du pouvoir, puis premier ministre à nouveau à partir du 30 mai)

- Îles Salomon

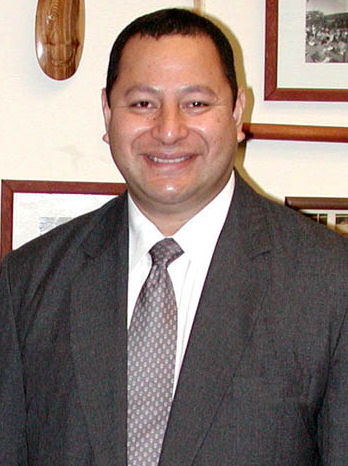
Tupou VI, devenu roi des Tonga lors du décès de son frère le 18 mars.

  - reine : Élisabeth II des Îles Salomon
  - gouverneur général : Frank Kabui
  - premier ministre : Gordon Darcy Lilo
- Samoa
  - O le Ao O le Malo : Tupua Tamasese Tupuola Tufuga Efi
  - premier ministre : Tuilaepa Sailele Malielegaoi
- Tonga
  - roi : George Tupou V (jusqu'au 18 mars, puis) Tupou VI
  - premier ministre : Lord Tu‘ivakano
- Tuvalu
  - reine : Élisabeth II des Tuvalu
  - gouverneur général : Iakoba Italeli
  - premier ministre : Willy Telavi
- Vanuatu
  - président : Iolu Abil
  - premier ministre : Sato Kilman

## Environnement
- Mai : les gouvernements des Tuvalu, des îles Cook et des Tokelau annoncent des objectifs précis en matière d'abandon des énergies fossiles et de transition vers des énergies renouvelables. Le vice-Premier ministre tuvaluan, Kausea Natano, explique qu'outre la question environnementale, ces mesures d'efficacité énergétique permettront des économies, qui pourront être investies dans le développement social[54].
- Juin : l'Australie annonce le projet de créer un ensemble de réserves marines dans ses eaux territoriales, couvrant au total 3.1 millions de km², ce qui en ferait « la plus grande réserve marine au monde »[55]. Le projet entre en application en novembre[56].
- 1er juillet : la taxe carbone entre en application en Australie. Elle impose aux grandes entreprises les plus polluantes une taxe de AU$23 (≅18,5 €) par tonne, l'idée étant de les encourager à revoir leurs moyens de production[57].
- 17 juillet : TRAFFIC accuse les îles Salomon de contrevenir aux règlementations internationales sur le trafic des oiseaux, en exportant des oiseaux sauvages capturés mais déclarés comme étant des oiseaux d'élevage. Le pays exporte entre autres des perroquets de l'espèce Cacatoès soufré, en danger critique d'extinction, dont la commercialisation est interdite par la Convention sur le commerce international des espèces de faune et de flore sauvages menacées d'extinction, à laquelle les Salomon sont signataires[58]. Le 26 juillet, les îles Salomon sont suspendues de la Convention[59].
- 29 octobre : la compagnie néo-zélandaise PowerSmart annonce que « 100 % » des besoins en électricité aux Tokelau sont dorénavant générés par l'énergie solaire, remplaçant le diesel et rendant le pays auto-suffisant en matière de production énergétique[60].
- Novembre / décembre : Kieren Keke, ministre nauruan des Affaires étrangères, est le représentant de l'Alliance des petits États insulaires à la Conférence de Doha sur les changements climatiques. Il regrette l'aboutissement de la conférence, décrivant un « processus [qui] ne produit que des mots et pas d'action »[61].

## Économie
- Novembre : la Papouasie-Nouvelle-Guinée lève ses barrières douanières à la quasi-totalité des produits en provenance des trois autres pays du Groupe mélanésien Fer de lance. Ces trois pays (Fidji, Salomon, Vanuatu) avaient déjà établi un marché commun. Les pays membres s'accordent aussi sur la libre circulation des travailleurs qualifiés entre leurs territoires respectifs[62].

## Sport
- 3 au 11 juin : phases finales de la Coupe d'Océanie de football 2012, aux Îles Salomon. Cette compétition est également une phase des éliminatoires de la Coupe du Monde de football 2014. La Coupe d'Océanie est remportée par Tahiti, qui bat la Nouvelle-Calédonie 1-0 en finale. La Nouvelle-Zélande prend la troisième place, devant le pays hôte. C'est la première fois de l'histoire de la compétition que ni l'Australie (qui n'est plus membre de l'OFC) ni la Nouvelle-Zélande ne remportent le trophée. En tant que vainqueur, Tahiti est qualifiée pour la Coupe des confédérations 2013[63].
- 17 juin : les Samoa remportent la Pacific Nations Cup 2012[64].
- 27 juillet au 12 août : participation de nations océaniennes aux Jeux olympiques d'été de 2012.

Les athlètes océaniens remportent quarante-huit médailles : treize médailles d'or, dix-huit d'argent et dix-sept de bronze. Toutes sont remportées par des athlètes australiens ou néo-zélandais.

Articles détaillés :
- Australie
- Îles Cook
- Fidji
- Guam
- Kiribati
- Îles Marshall
- États fédérés de Micronésie
- Nauru
- Nouvelle-Zélande
- Palaos
- Papouasie-Nouvelle-Guinée
- Îles Salomon
- Samoa
- Samoa américaines
- Tonga
- Tuvalu
- Vanuatu

 Médailles d'or :
| Pays             | Athlète(s) | Sport       | Discipline                     | Remarques |
| Australie        | Sally Pearson                                                                                                  | Athlétisme  | 100m haie femmes               |           |
| Australie        | Jacob Clear, David Smith, Tate Smith, Murray Stewart                                                           | Canoë-kayak | K4 1 000 m hommes              |           |
| Australie        | Anna Meares | Cyclisme    | Sprint femmes                  |           |
| Australie        | Cate Campbell, Alicia Coutts, Brittany Elmslie, Yolane Kukla, Melanie Schlanger, Emily Seebohm, Libby Trickett | Natation    | 4x100m relai nage libre femmes |           |
| Australie        | Tom Slingsby                                                                                                   | Voile       | Laser hommes                   |           |
| Australie        | Malcolm Page, Mathew Belcher                                                                                   | Voile       | 470 hommes                     |           |
| Australie        | Iain Jensen, Nathan Outteridge                                                                                 | Voile       | 49er hommes                    |           |
| Nouvelle-Zélande | Valerie Adams                                                                                                  | Athlétisme  | Lancer de poids femmes         |           |
| Nouvelle-Zélande | Nathan Cohen, Joseph Sullivan                                                                                  | Aviron      | Deux de couple hommes          |           |
| Nouvelle-Zélande | Hamish Bond, Eric Murray                                                                                       | Aviron      | Deux sans barreur hommes       |           |
| Nouvelle-Zélande | Mahé Drysdale                                                                                                  | Aviron      | Skiff hommes                   |           |
| Nouvelle-Zélande | Lisa Carrington                                                                                                | Canoë-kayak | K1 200 m femmes                |           |
| Nouvelle-Zélande | Jo Aleh, Olivia Powrie                                                                                         | Voile       | 470 femmes                     |           |

- 29 août au 9 septembre : participation de nations océaniennes aux Jeux paralympiques d'été de 2012.

Les athlètes océaniens remportent cent-trois médailles : trente-neuf médailles d'or, trente d'argent et trente-quatre de bronze. Parmi ces médailles, 85 sont australiennes, dix-sept néo-zélandaises et une fidjienne. Aucun autre pays océanien n'obtient de médaille. La médaille fidjienne, en or, est toutefois la première médaille d'or olympique ou paralympique jamais remportée par un athlète représentant un pays des îles du Pacifique (autre que la Nouvelle-Zélande).

Articles détaillés :
- Australie
- Fidji
- Nouvelle-Zélande
- Papouasie-Nouvelle-Guinée
- Îles Salomon
- Samoa
- Tonga
- Vanuatu

 Médailles d'or :
| Pays             | Athlète(s) | Sport      | Discipline                                      | Remarques |
| Australie        | Kelly Cartwright | Athlétisme | Saut en hauteur femmes F42-44                   |           |
| Australie        | Evan O'Hanlon | Athlétisme | 100m hommes T38                                 |           |
| Australie        | Evan O'Hanlon | Athlétisme | 200m hommes T38                                 |           |
| Australie        | Richard Colman | Athlétisme | 800m hommes T53                                 |           |
| Australie        | Todd Hodgetts | Athlétisme | Lancer de poids hommes F20                      |           |
| Australie        | Susan Powell | Cyclisme   | Poursuite individuelle femmes C4                |           |
| Australie        | Kieran Modra Scott McPhee (guide) | Cyclisme   | Poursuite individuelle hommes B                 |           |
| Australie        | Felicity Johnson Stephanie Morton (guide) | Cyclisme   | Contre la montre 1 km femmes B                  |           |
| Australie        | David Nicholas | Cyclisme   | Contre la montre individuel sur route hommes C3 |           |
| Australie        | Carol Cooke | Cyclisme   | Contre la montre sur route mixte T1-2           |           |
| Australie        | Michael Gallagher | Cyclisme   | Poursuite individuelle hommes C5                |           |
| Australie        | Joann Formosa | Équitation | Championnat individuel 1B                       |           |
| Australie        | Daniel Fitzgibbon Liesl Tesch | Voile      | Quillard deux équipiers                         |           |
| Australie        | Matthew Cowdrey | Natation   | 100m dos hommes S9                              |           |
| Australie        | Matthew Cowdrey | Natation   | 50m nage libre hommes S9                        |           |
| Australie        | Matthew Cowdrey | Natation   | 200m medley individuel hommes SM9               |           |
| Australie        | Matthew Cowdrey | Natation   | 100m nage libre hommes S9                       |           |
| Australie        | Ellie Cole | Natation   | 100m nage libre femmes S9                       |           |
| Australie        | Ellie Cole | Natation   | 100m dos femmes S9                              |           |
| Australie        | Jacqueline Freney | Natation   | 100m dos femmes S7                              |           |
| Australie        | Jacqueline Freney | Natation   | 50m papillon femmes S7                          |           |
| Australie        | Jacqueline Freney | Natation   | 200m medley individuel femmes SM7               |           |
| Australie        | Jacqueline Freney | Natation   | 100m nage libre femmes S7                       |           |
| Australie        | Jacqueline Freney | Natation   | 50m nage libre femmes S7                        |           |
| Australie        | Jacqueline Freney | Natation   | 400m nage libre femmes S7                       |           |
| Australie        | Brenden Hall | Natation   | 400m nage libre hommes S9                       |           |
| Australie        | Blake Cochrane | Natation   | 100m brasse hommes SB7                          |           |
| Australie        | Prue Watt | Natation   | 100m brasse femmes S13                          |           |
| Australie        | Andrew Pasterfield, Matthew Levy, Blake Cochrane, Matthew Cowdrey (finale) Brenden Hall, Michael Auprince, Michael Anderson, Matthew Haanappel (séries) | Natation   | 4x100 relai nage libre hommes 34pts             |           |
| Australie        | Ellie Cole, Maddison Elliott, Katherine Downie, Jacqueline Freney                                                                                       | Natation   | 4x100 relai nage libre femmes 34pts             |           |
| Australie        | Ellie Cole, Katherine Downie, Annabelle Williams, Jacqueline Freney                                                                                     | Natation   | 4x100 relai medley femmes 34pts                 |           |
| Australie        | Équipe | Rugby      | -                                               |           |
| Fidji            | Iliesa Delana | Athlétisme | Saut en hauteur hommes T42                      |           |
| Nouvelle-Zélande | Sophie Pascoe | Natation   | 200m medley individuel femmes SM10              |           |
| Nouvelle-Zélande | Sophie Pascoe | Natation   | 100m papillon femmes S10                        |           |
| Nouvelle-Zélande | Sophie Pascoe | Natation   | 100m nage libre femmes S10                      |           |
| Nouvelle-Zélande | Cameron Leslie | Natation   | 150m medley individuel hommes SM4               |           |
| Nouvelle-Zélande | Mary Fisher | Natation   | 100m medley individuel femmes SM11              |           |
| Nouvelle-Zélande | Phillipa Gray Laura Thompson (guide) | Cyclisme   | Poursuite individuelle femmes B                 |           |

## Autres événements marquants
- 25 janvier : la Papouasie-Nouvelle-Guinée subit « l’un des pires glissements de terrain » de son histoire. Vers quatre heures du matin, des tonnes de boue et de pierre se déversent du mont Gigira, dans les Hautes-Terres méridionales, sur deux villages près de la ville de Tari, les enfouissant sous environ douze mètres de débris. Il y aurait plus de soixante morts ou disparus. Le glissement provient d'une carrière dans la montagne, et des survivants accusent les exploitants de n'avoir pas pris les mesures nécessaires pour éviter un tel événement. Le premier ministre, Peter O'Neill, se rend sur place[68],[69],[70].
- 26 janvier : le jour de Australia Day, la fête nationale australienne, des manifestants aborigènes s'assemblent devant un restaurant à Canberra où se trouvent le premier ministre Julia Gillard et le chef de l'opposition, Tony Abbott. Ils protestent contre une remarque de Tony Abbott qui vient d'estimer que les célèbres tentes de l'« ambassade aborigène », érigée depuis 1972, n'avaient plus d'utilité. Craignant des débordements, les forces de sécurité du premier ministre l'évacuent à la hâte ; s'ensuivent des affrontements entre police et manifestants[71],[72].
- 2 février : naufrage du ferry MV Rabaul Queen (en), de la compagnie Rabaul Shipping, lors d'une traversée entre les villes de Kimbe (Nouvelle-Bretagne occidentale) et Lae (Morobe) en Papouasie-Nouvelle-Guinée. Il y a 351 passagers et douze membres d'équipage à bord[73],[74]. La grande majorité des passagers sont des élèves ou étudiants rejoignant leur lycée ou leur université[75]. Le lendemain, il est annoncé que les secouristes ont pu porter secours à 246 rescapés. Aucun corps n'a été trouvé, mais une centaine de personnes demeurent disparues[76]. S'ensuivent cinquante-six heures de recherches infructueuses, au cours desquelles sont repêchés cinq corps, mais aucun survivant ; les secouristes estiment qu'il n'y aura pas d'autre survivant. Le bilan du désastre s'élève donc à cinq morts, cent-douze disparus et deux-cent quarante-six rescapés[74].
- 17 mai : le nageur français Philippe Croizon, amputé des quatre membres, relie symboliquement l'Océanie à l'Asie en parcourant à la nage (en sept heures et demie) vingt kilomètres entre la Papouasie-Nouvelle-Guinée et l'Indonésie[77].
- 12 juillet : le prince héritier des Tonga, Tupoutoʻa ʻUlukalala, épouse sa cousine au second degré Sinaitakala Fakafanua. Le mariage entre cousins suscite la controverse même au sein de la famille royale ; la reine-mère Halaevalu Mataʻaho ʻAhomeʻe n'assiste pas à la cérémonie[78].
- 3 août : l'ancien premier ministre fidjien Laisenia Qarase, renversé par un coup d'État en décembre 2006, est condamné à un an de prison pour actes de corruption commis alors qu'il était au pouvoir[79].
- 13 décembre : le Cyclone Evan (en) frappe les Samoa, faisant au moins quatorze morts (dont dix pêcheurs perdus en mer)[80] et d'importants dégâts matériels[81]. Le cyclone provoque ensuite deux blessés à Wallis et « d'importants dégâts matériels » à nouveau[82]. Il atteint les Fidji le 17 décembre, détruisant des maisons, mais aucun décès n'est signalé[83].

## Décès
- 16 février : Sir Baddeley Devesi, né le 16 octobre 1941, premier Gouverneur général des Îles Salomon (de juillet 1978 à juillet 1988).
- 18 mars : George Tupou V, né le 4 mai 1948, roi des Tonga (depuis le 11 septembre 2006).
- 2 avril : Jimmy Little (en), né le 1er mars 1937, célèbre musicien aborigène australien[84].
- 5 avril : Peter Tapsell, né le 21 janvier 1930, ministre de l'Intérieur de Nouvelle-Zélande puis président de la Chambre des représentants ; premier Maori à occuper cette fonction[85].
- avril : Greg Ham, né le 27 septembre 1953, auteur-compositeur australien du groupe Men at Work, célèbre notamment pour la chanson "Down Under". Son corps est découvert à son domicile le 19 avril ; la date de décès est incertaine[86].
- 9 mai : 
  - Sir Geoffrey Henry, né le 16 novembre 1940, ancien Premier ministre des îles Cook (1983 ; 1989-1999)[87].
  - Gulumbu Yunupingu, née en 1945, artiste australienne[88].
- 9 juillet : Sir Terepai Maoate, né le 1er septembre 1934, ancien Premier ministre des îles Cook (1999-2000)[89].
- 10 septembre : John Lamani, fondateur du journal Solomon Star (en) et figure majeure des médias salomonais[90],[91].
- 11 septembre : Charles Pidjot, né le 17 juillet 1962, décédé sur l'île de Tanna (Vanuatu), homme politique indépendantiste kanak de Nouvelle-Calédonie, président de l'Union calédonienne (2007-2012), signataire de l'accord de Nouméa de 1998[92].
- 10 décembre : Harry Iauko, ministre vanuatais des Infrastructures et des Services publics (en exercice)[93].
- 21 décembre : Lotoala Metia, ministre tuvaluan des Finances (en exercice)[94].